# Noapte de iarnă la Gagra
Noapte de iarnă la Gagra  (titlul original: în rusă Зимний вечер в Гаграх, transliterat: Zimnii vecer v Gagrah) este un film de comedie muzical sovietic, realizat în 1985 de regizorul Karen Șahnazarov, protagoniști fiind actorii Evgheni Evstigneev, Aleksandr Pankratov-Ciornîi, Natalia Gundareva și Piotr Șerbakov.

## Distribuție
- Evgheni Evstigneev – Alexei Beglov, maestru de dans
- Aleksandr Pankratov-Ciornîi – Arkadi Graciov, tânărul din Vorkuta
- Natalia Gundareva – Irina Pavlovna Melnikova
- Arkadi Nasîrov – Beglov în tinerețe
- Serghei Nikonenko – Valentin Fomenko, maestru de balet
- Piotr Șerbakov – Aleksandr Aleksandrovici, administratorul
- Svetlana Amanova – Lena, fiica lui Beglov
- Anna Ivanova – Lena în copilărie
- Aleksandr Șirvindt – directorul de programe TV
- Gheorghi Burkov – Fiodor, barmanul
- Oleg Șklovski – Igor, prietenul lui Melnikov
- Nikolai Averiușkin – Serioga, vânzătorul de mobilă
- Viktor Uralski – Mișa, garderobierul
- Nikolai Karnauhov – comandantul Melnikovilor
- Olga Bitiukova – lucrătoarea de la televiziune
- Iuri Gusev – lucrătorul de la televiziune

## Lansare
A fost lansat în anul 1985 și a avut parte de succes comercial, fiind vizionat de 12,5 milioane de spectatori în cinematografele din Uniunea Sovietică.